# Viaduc de Chalifert
Le viaduc de Chalifert est un viaduc ferroviaire de la LGV Interconnexion Est situé sur le territoire de la commune française de Chalifert, dans le département de Seine-et-Marne, en région Île-de-France.

## Situation ferroviaire
Le viaduc d'une longueur de 1 175 mètres, est situé entre les points kilométriques (PK) 27,981 et 29,156 de la LGV Interconnexion Est, entre la gare de l'aéroport Charles-de-Gaulle 2 TGV et la gare de Marne-la-Vallée - Chessy.

## Situation géographique
Le viaduc enjambe le canal de Meaux à Chalifert ainsi que la ligne de Paris-Est à Strasbourg-Ville. Il domine une des écluses du canal ainsi que l'embouchure de son tunnel-canal.